# Borka (Přestavlky u Čerčan)
Borka jsou osada, část obce Přestavlky u Čerčan v okrese Benešov. Leží 1 km západně od Přestavlk v katastrálním území Přestavlky u Čerčan v Benešovské pahorkatině. Jako evidenční část obce vznikla k 19. květnu 2020 na základě rozhodnutí zastupitelstva obce Přestavlky u Čerčan, které v lednu 2020 schválilo zřízení nové části obce.
Zástavba Borek je tvořena především rekreačními objekty, jedná se tak hlavně o chatovou osadu s několika rodinnými domy a územím pro další trvalou zástavbu. V roce 2020 se zde nacházelo 97 rekreačních objektů a 12 domů, trvale přihlášený pobyt zde mělo 54 občanů.

## Další fotografie

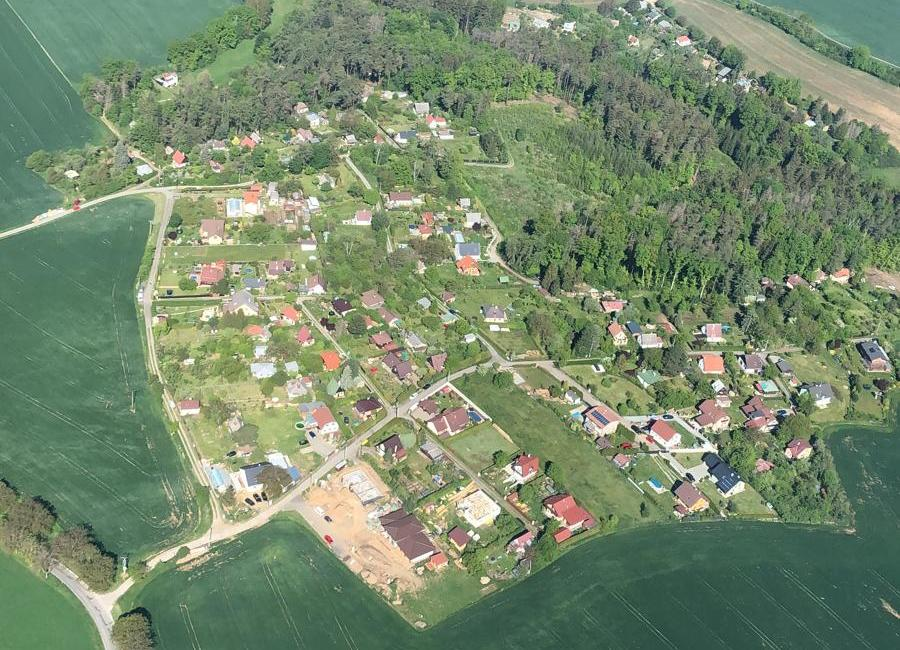
Letecký pohled na osadu
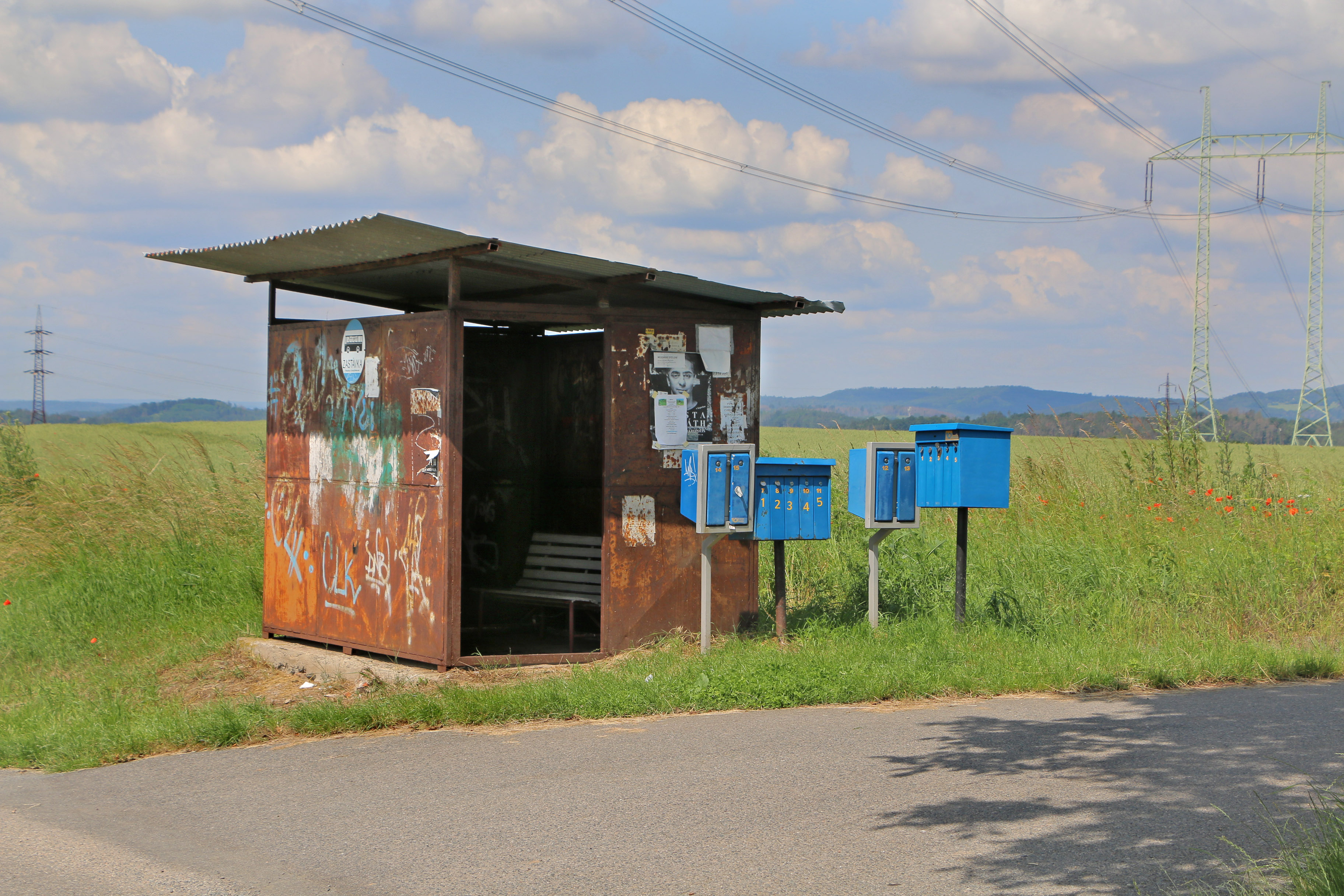
Autobusová zastávka s poštovními schránkami
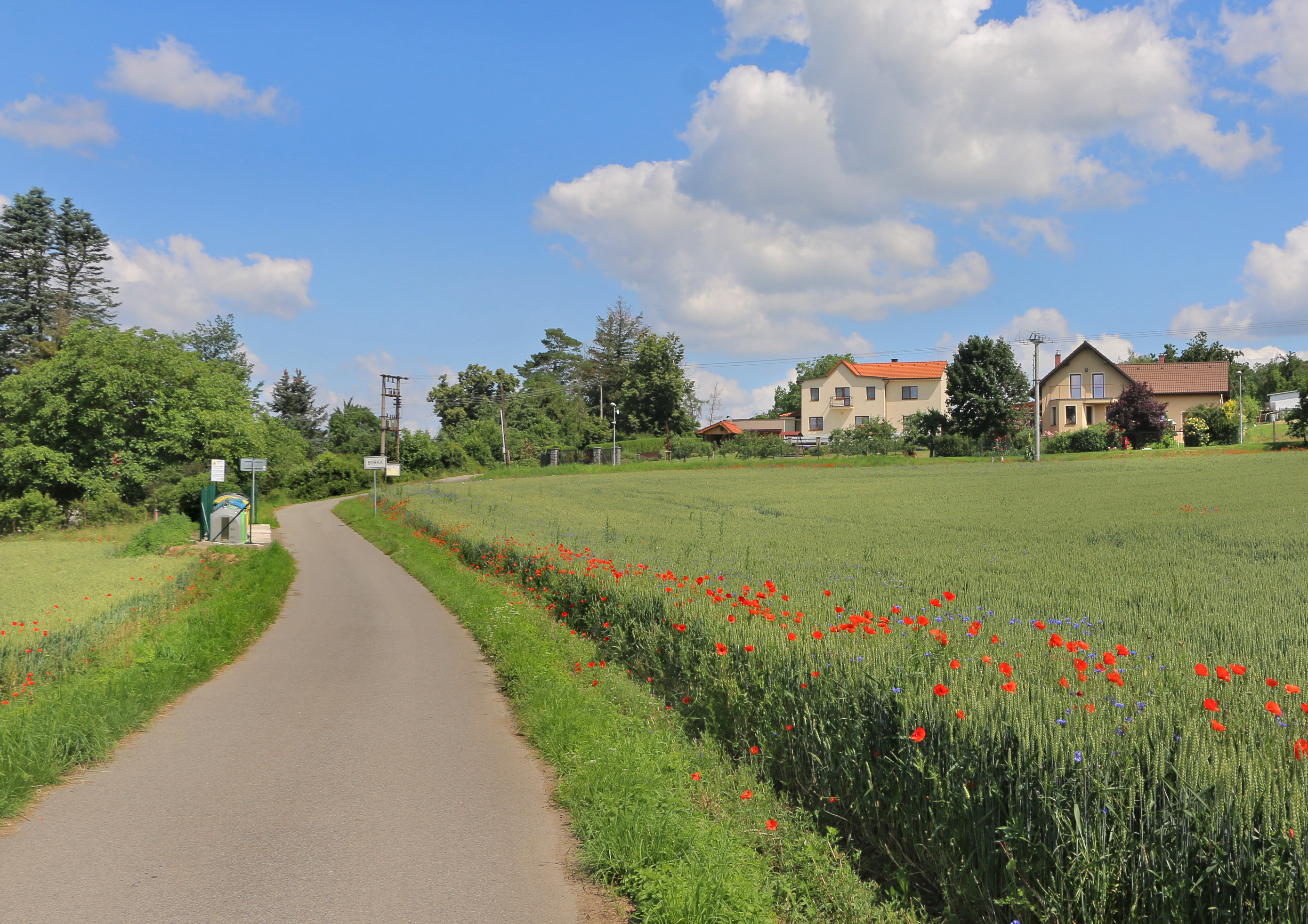
Silnice k východní části osady
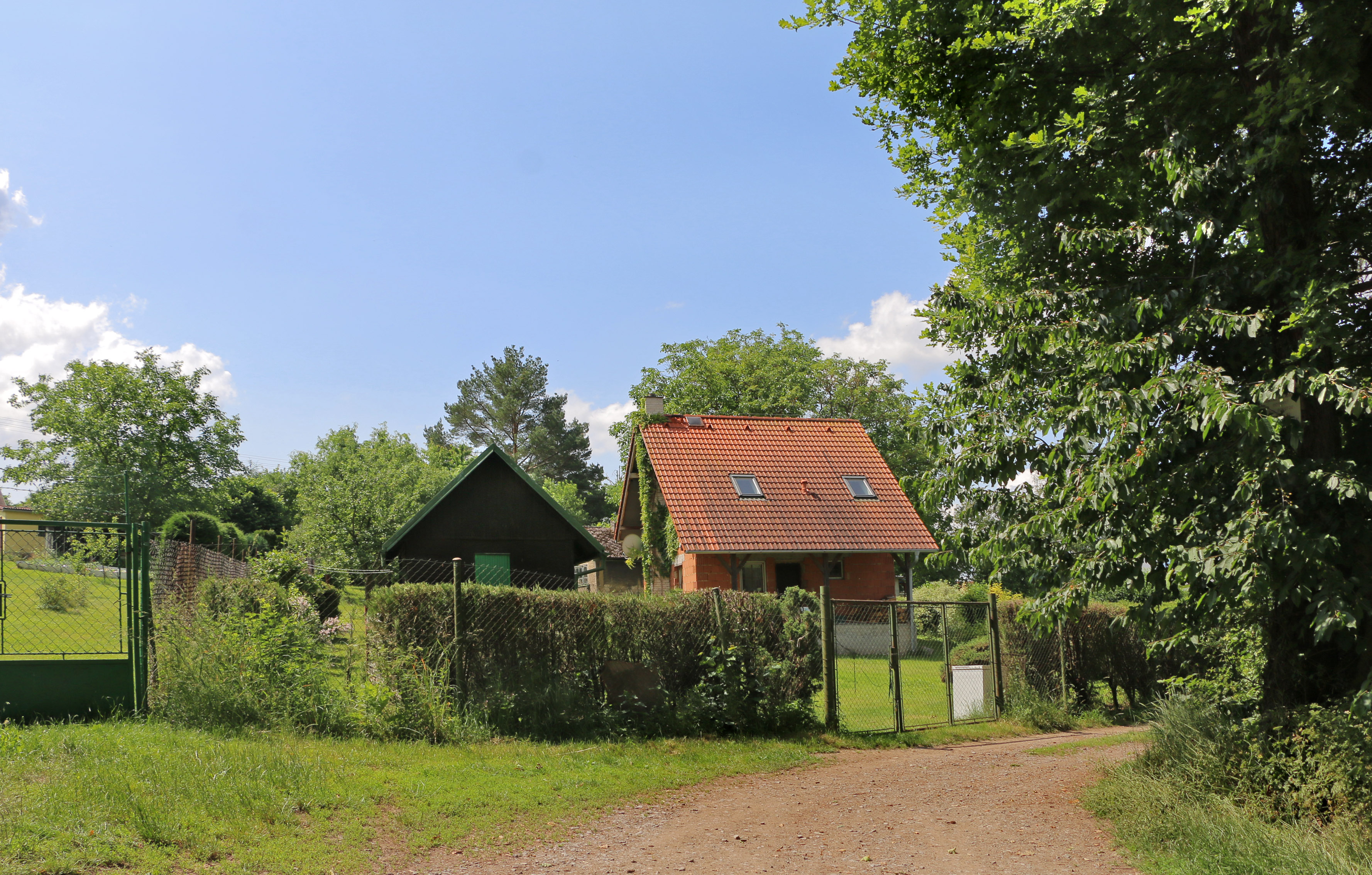
Domky v západní části osady